# Kecskeméti Nemzetközi Repülőnap és Haditechnikai Bemutató

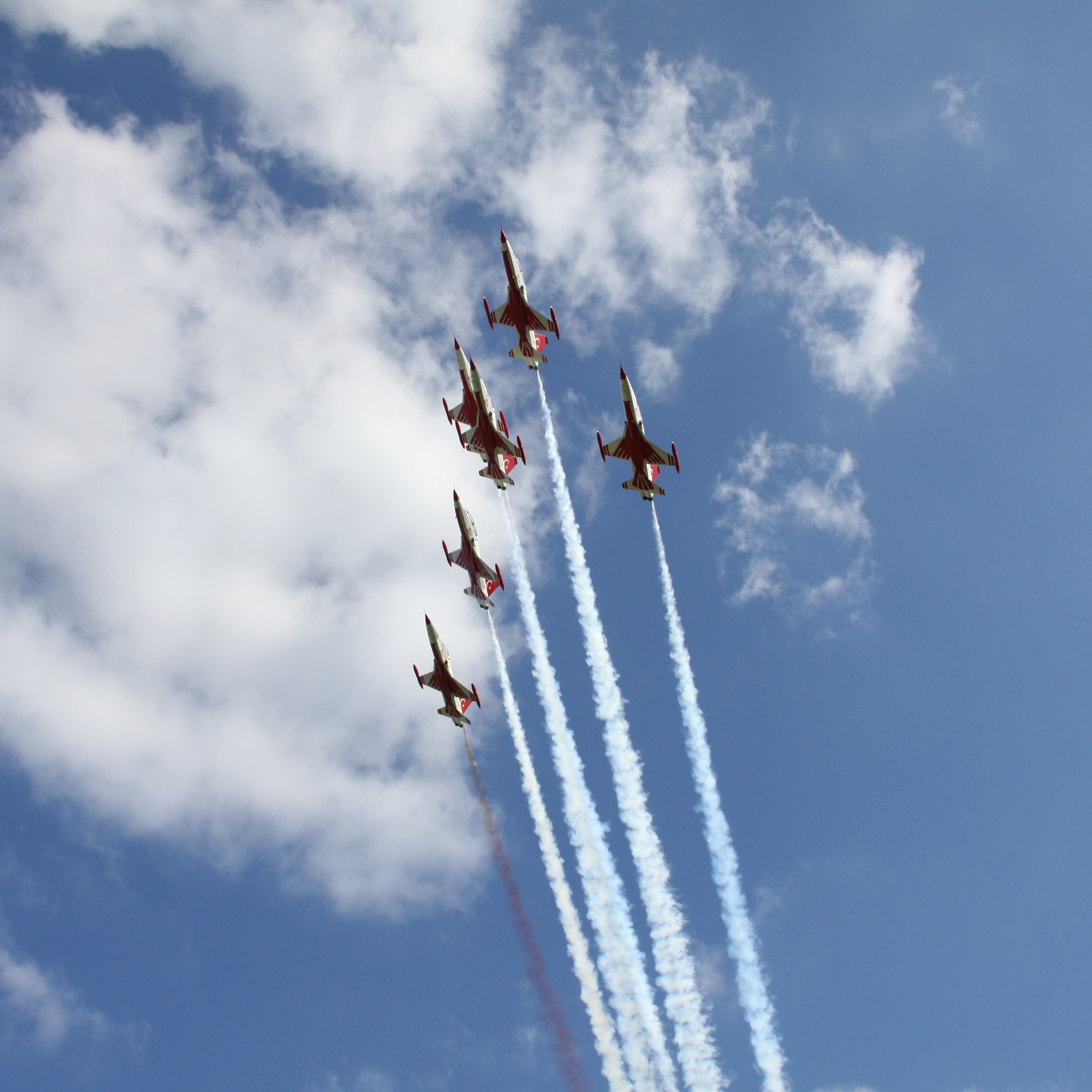
A Török Csillagok a 2010-es repülőnapon

A Kecskeméti Nemzetközi Repülőnap és Haditechnikai Bemutató, 2003 előtt Nemzetközi Repülő- és Haditechnikai Bemutató az 1990-es évek elejétől rendszeresen megrendezett kétnapos légibemutató a Magyar Honvédség 59. Szentgyörgyi Dezső repülőbázisán. Az angol RIAT eső miatti elmaradásával  2008-ban Kecskeméten rendezték Európa legnagyobb repülőnapját. 2010-ben augusztus 7-8-án rendezték.

## Története

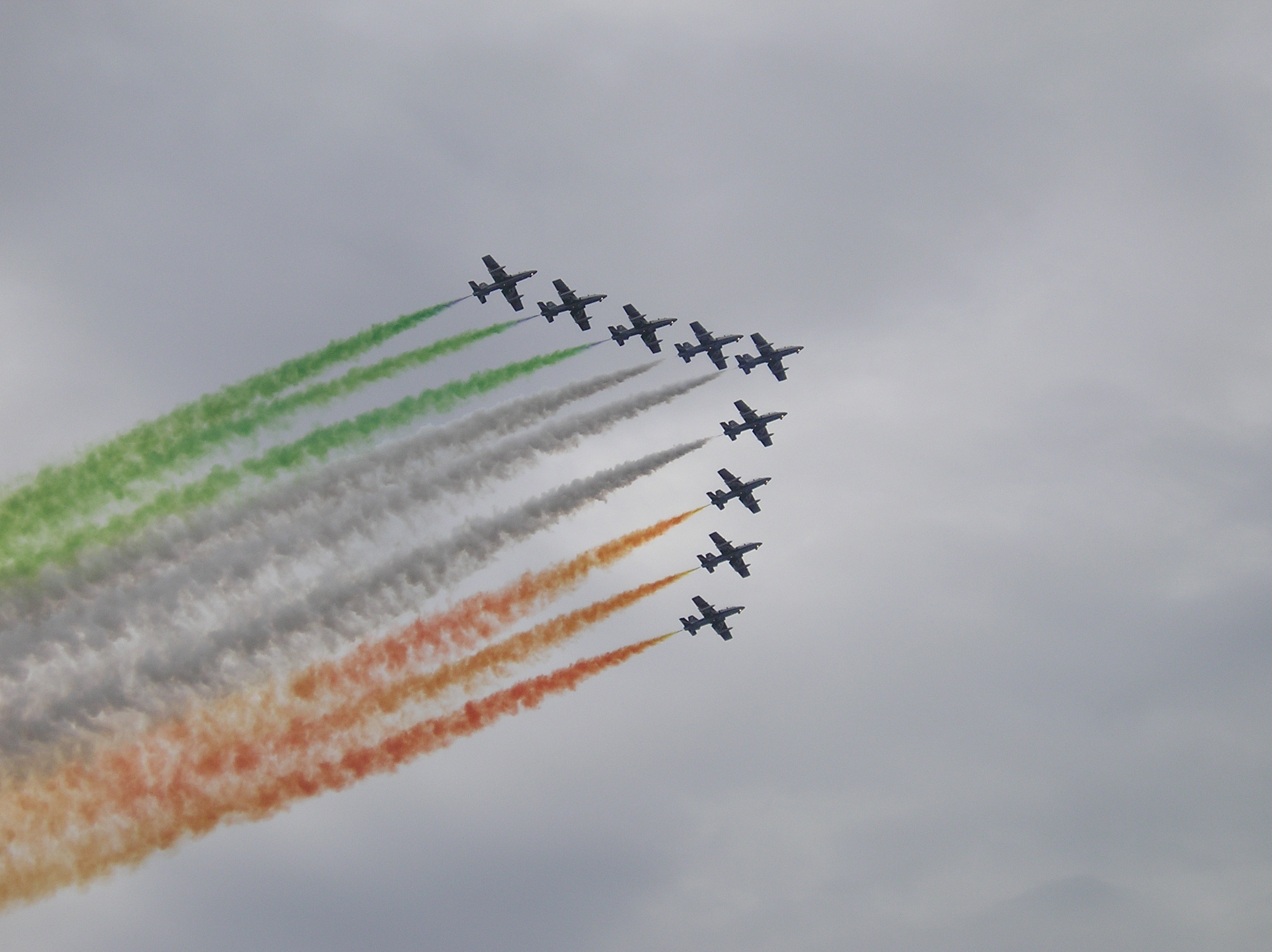
Frecce Tricolori

Az első repülőnapnak Kecskemét adott otthont 1990. augusztus 18–19-én. Legemlékezetesebb eseménye, hogy 19-én vasárnap egyszerre érkezett Kecskemétre a Szovjet Légierő 14. Gárda-vadászezredének két MiG–29-ese Kiskunlacházáról, és a németországi Spangdahlem honi bázisú két USAFE-s F–16C. Ez volt az első alkalom, hogy az Amerikai Légierő gépei nyílt napon találkoztak az akkor még aktív Varsói Szerződés gépeivel.
A következő repülőnapra új helyszínen, Taszáron került sor 1991. szeptember 20–21-én. Ekkor már több külföldi résztvevője is volt az eseménynek. A nagy sikernek köszönhetően 1992-ben újra megrendezték a repülőnapot, majd egy hosszabb, ötéves szünet következett.
1997. május 24–25. között került sor a következő repülőnapra és ekkor véglegesen a kecskeméti katonai repülőtérre költözött az esemény. Ekkor a vadászgépbeszerzési tenderen induló gyártók tartottak előadást és bemutatták az általuk nevezett, tenderező gépeket. Így kiállították az F/A–18 Hornet, F–16, JAS 39 Gripen és Mirage 2000 típusú vadászrepülőgépeket.
1998. augusztus 22–23. között Jubileumi Repülőnapot tartottak, ugyanis abban az évben ünnepelte a Magyar Honvédség a 150., a magyar katonai repülés pedig a 60. évfordulóját. Az első nap programjait az eső ellenére megtartották. A magyar résztvevők mellett többek között a Harrier, Tornado, F–16, F–18, JAS 39 Gripen, Mirage 2000, valamint a Török Csillagok nevű kötelék repült.
2000. május 20–21-én került sor a Kecskeméti Millenniumi Repülőnapra. Két bemutató kötelék, a szlovák Fehér Albatroszok és az olasz Frecce Tricolori vett részt az eseményen. Látható volt továbbá a Harrier, a Mirage 2000 és az F–16 típus is.

## 2003

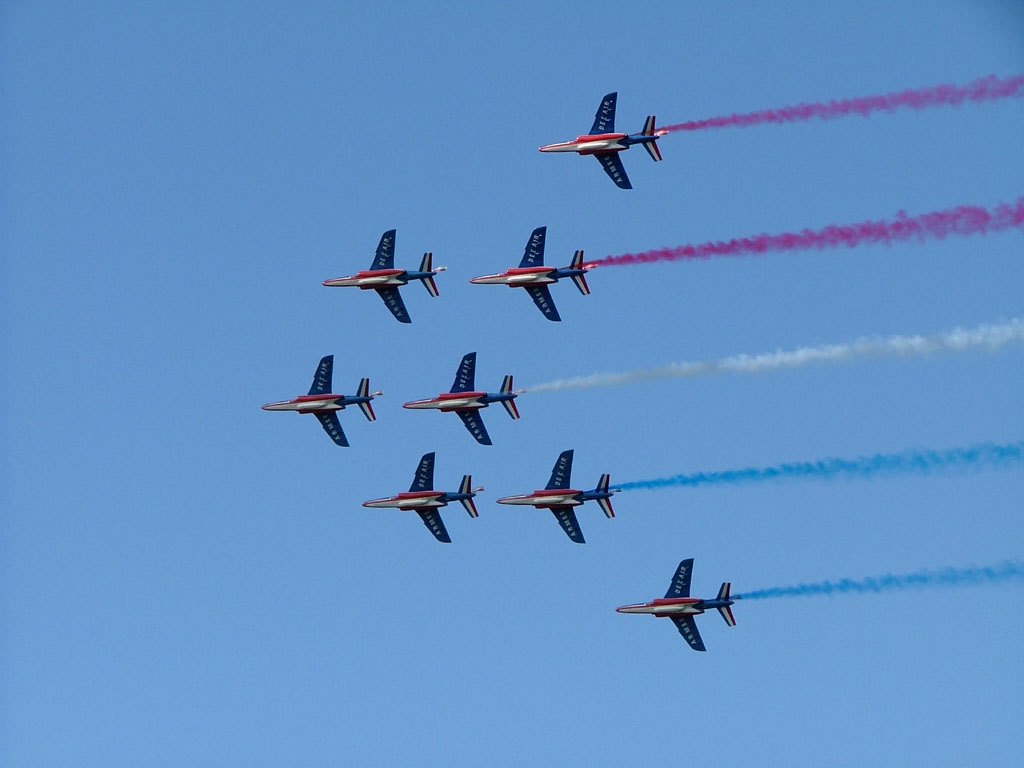
Patrouille de France

2003. augusztus 16–17-én került sor az addigi legnagyobb szabású repülőnapra Kecskeméten. Ekkor három bemutató kötelék is ellátogatott Kecskemétre: az olasz Frecce Tricolori, a francia Patrouille de France, valamint a Török Csillagok.
| Ország                | Típus                                           |
| --------------------- | ----------------------------------------------- |
| Magyarország          | MiG–29, L–39, An–26, Jak–52, Mi–8, Mi–17, Mi–24 |
| Ausztria              | Saab 105, Pilatus PC–6, SC–7                    |
| Belgium               | F–16 Fighting Falcon                            |
| Csehország            | L–39, L–159, L–410                              |
| Egyesült Államok      | F–15 Eagle, C–130                               |
| Egyesült Királyság    | Harrier, Hawk, Tornado, Jaguar, Canberra        |
| Franciaország         | Patrouille de France, Mirage 2000, C–130        |
| Görögország           | C–47                                            |
| Hollandia             | F–16 Fighting Falcon, PC–7, Fokker 60           |
| Lengyelország         | PZL W–3 Sokół                                   |
| Németország           | Tornado, F-4, UH–1D, Bo 105                     |
| Olaszország           | Frecce Tricolori                                |
| Svédország            | JAS 39 Gripen, C–130                            |
| Szerbia és Montenegró | G–2 Galeb, G–4 Super Galeb, NJ–22               |
| Szlovákia             | Mi–17                                           |
| Szlovénia             | PC–9, Bell–142                                  |
| Törökország           | Török Csillagok, C–130                          |

Magyarországon először ezen a repülőnapon angolszász mintára vándordíjakat adtak ki:
- Legjobb légcsavaros bemutatóért: Besenyei Péter
- Legjobb magyar kötelék bemutatóért: L–39 Albatros kötelék
- Legjobb helikopter bemutatóért: Jörg Meyer hadnagy, Bo 105 (Németország)
- Legjobb kötelék bemutatóért: Frecce Tricolori (Olaszország)
- Legjobb 1 és 2 üléses vadászgép (JET) bemutatóért: Molnár "Bagira" Gábor százados, MiG–29
- Leges-legjobb bemutatóért: Lendy Renegar százados, F–15C (Egyesült Államok)
- Gold Timer Alapítvány különdíja: C–47 személyzete

## 2005
1. Az előzetes terveknek megfelelően két év szünet után 2005. augusztus 6–7-én került sor a következő repülőnapra. Ez a repülőnap egyértelműen a magyar blokkról marad emlékezetes, a házigazdák az eddigi leglátványosabb, legprogramdúsabb bemutatót tartották. Emellett jó néhány külföldi részvevő is emelte a színvonalat, azonban a legtöbben az utóbbi idők nemzetközi tendeneciáinak megfelelően csak statikusan mutatkoztak be.

| Ország                | Típus                                           |
| --------------------- | ----------------------------------------------- |
| Magyarország          | MiG–29, L–39, An–26, Jak–52, Mi–8, Mi-17, Mi–24 |
| Ausztria              | PC–6                                            |
| Belgium               | F–16 Fighting Falcon                            |
| Csehország            | L–159, JAS 39 Gripen                            |
| Egyesült Államok      | F–16 Fighting Falcon                            |
| Egyesült Királyság    | Harrier, Hawk, Tornado, Jaguar                  |
| Franciaország         | Mirage 2000                                     |
| Görögország           | CL–415 tűzoltó repülőgép                        |
| Hollandia             | F–16 Fighting Falcon                            |
| Lengyelország         | PZL W–3 Sokół, Szu–22                           |
| Németország           | F–4                                             |
| Olaszország           | Frecce Tricolori, C-27J Spartan                 |
| Románia               | MiG–21, IAR-99                                  |
| Svédország            | JAS 39 Gripen                                   |
| Szerbia és Montenegró | G–2 Galeb, G–4 Super Galeb, Orao, MiG–21        |
| Szlovákia             | MiG–29                                          |
| Szlovénia             | PC–9, Bell–142                                  |
| Törökország           | Török Csillagok, C–130                          |
| Polgári gépek         | Li–2, Po–2, An–2, Extra-300                     |
| Red Bull géppark      | DC-6, B-25 Michel, F-4U Corsair                 |

A szervezők eredeti elképzelése szerint egy nagy MiG-találkozó lett volna a 2005-ös repülőnap keretében. A típust üzemeltető összes század meghívást kapott, azonban csak nagyon kevés fogadta el azt, így a találkozóra nem került sor.

## 2007

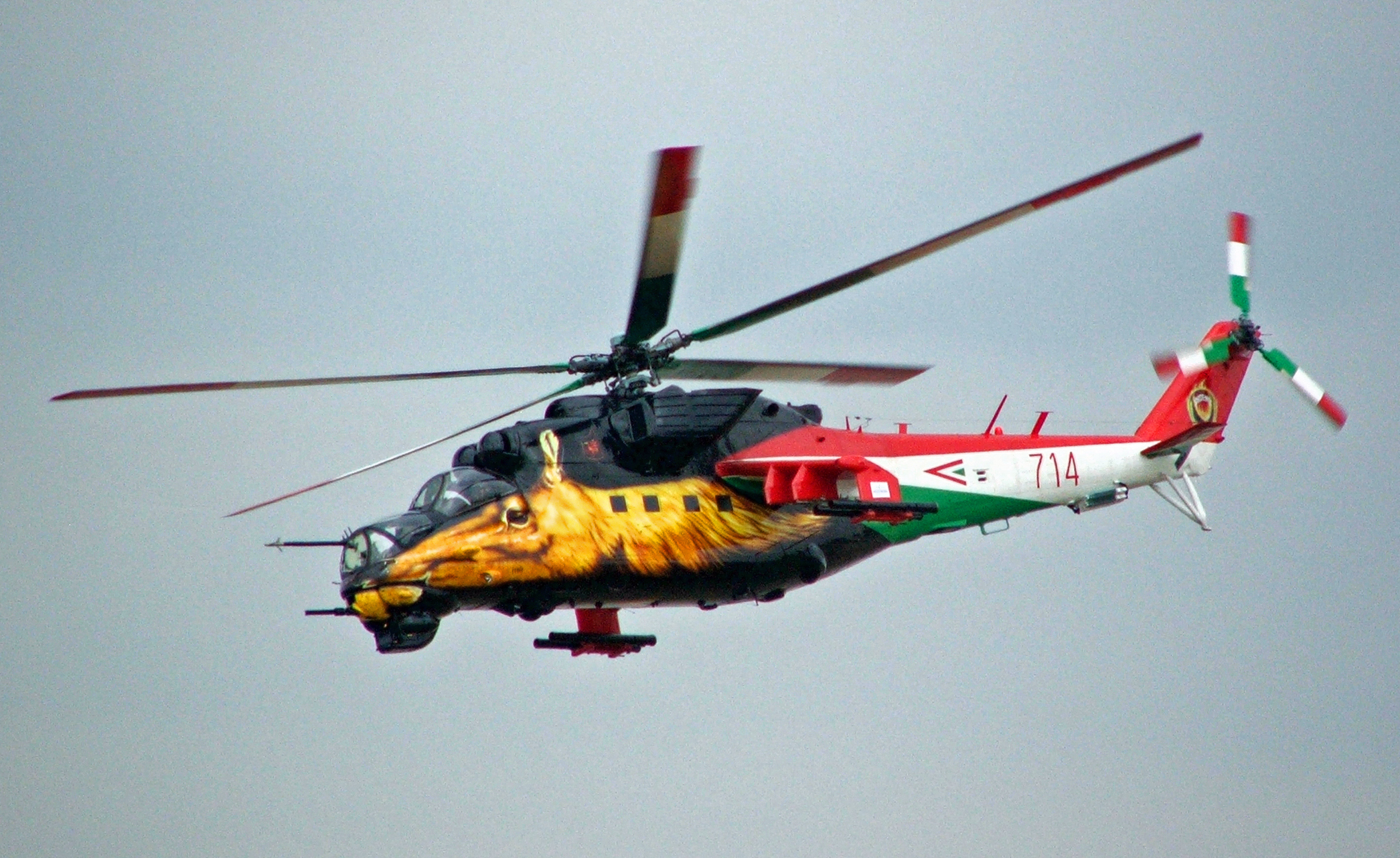
A Mi–24-es helikopter az alkalomra készült egyedi festéssel repült

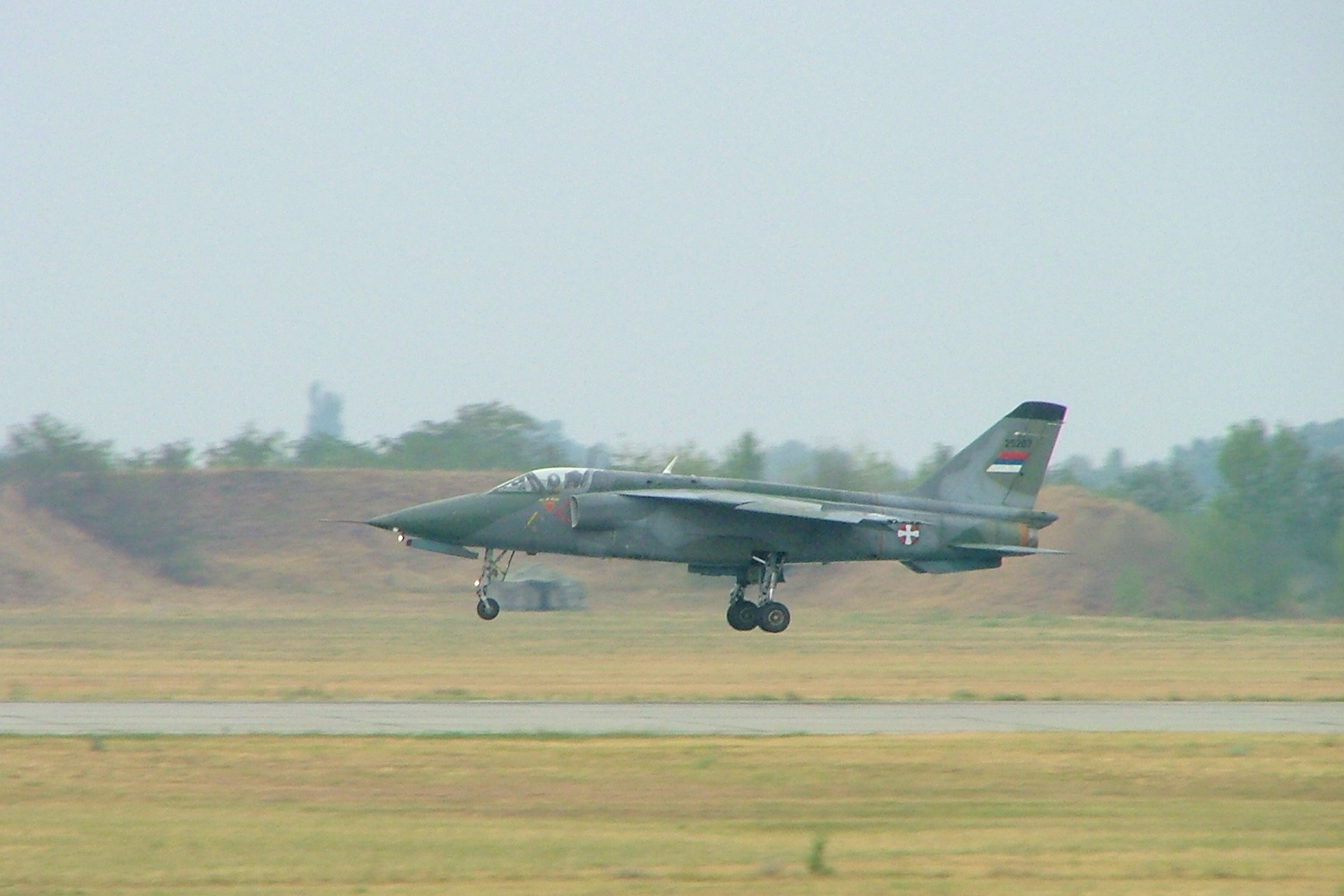
A szerb J–22 Orao leszállás közben

A repülőnapot 2007. augusztus 11–12-én rendezték meg.
Résztvevők:
| Ország             | Típus |
| ------------------ | --- |
| Magyarország       | MiG–29, JAS 39C Gripen, L–39, An–26, Jak–52, Mi–8, Mi–17, Mi–24                                                |
| Ausztria           | Pilatus PC–6                                                                                                   |
| Belgium            | F–16 Fighting Falcon, Agusta A109 Hirundo                                                                      |
| Csehország         | L–29, L–159, L–410, Mi–24, Jak–11                                                                              |
| Franciaország      | Patrouille de France/ Alpha Jet                                                                                |
| Görögország        | A–7E Corsair II                                                                                                |
| Hollandia          | F–16 Fighting Falcon, CH–47 Chinook                                                                            |
| Horvátország       | PC–9 kötelék                                                                                                   |
| Lengyelország      | Szu–22 |
| Egyesült Királyság | Harrier |
| Németország        | Tornado, F–4, Bo 105                                                                                           |
| Románia            | MiG–21, IAR–330 Socat                                                                                          |
| Spanyolország      | F-18, CASA C–295                                                                                               |
| Svédország         | JAS 39 Gripen, SAAB S100B Argus                                                                                |
| Szerbia            | G–2A Galeb ( Aeroclub Galeb), G–4 Super Galeb, J-20 Kraguj, J–22 Orao, Flying Stars (Galeb)                    |
| Szlovákia          | Mi–24, L–39, Mi–17                                                                                             |
| Szlovénia          | PC–9, Bell–412                                                                                                 |
| Törökország        | Turkish Stars kötelék / F–5A                                                                                   |
| NATO               | E–3A Sentry AWACS                                                                                              |
| Red Bull           | Alphajet, Bell AH–1 Cobra, DC–6, EC135, F4U Corsair, T–28 Trojan, The Flying Bulls / Zlín Z–50, Besenyei Péter |
| Polgári gépek      | Veres Zoltán / Extra 300, Li–2, Po–2, An–2, Gazella                                                            |

## 2008
A 2008-as repülőnapot augusztus 16-án és 17-én rendezték meg hagyományosan a kecskeméti MH 59. Szentgyörgyi Dezső repülőbázison.
Résztvevők:
| Ország               | Típus |
| -------------------- | --- |
| Magyarország         | MiG–29B, JAS 39C/D Gripen EBS-HU, L–39, An–26, Jak–52, Mi–8, Mi–17, Mi–24                                           |
| Ausztria             | Pilatus PC–6 |
| Belgium              | F–16AM, AgustaWestland AW109 Trekker                                                                                |
| Csehország           | L–29, L–159 ALCA, L–410, Mi–24                                                                                      |
| Franciaország        | Mirage 2000 |
| Görögország          | A–7E Corsair II |
| Hollandia            | F–16MLU |
| Horvátország         | PC–9 (Krila Oluje műrepülő kötelék), Mi–171                                                                         |
| Lengyelország        | Szu–22M–4 Fitter |
| Egyesült Királyság   | Harrier GR.9, Panavia Tornado GR.4                                                                                  |
| Németország          | Panavia Tornado IDS, Eurofighter Typhoon, Bo 105                                                                    |
| Olaszország          | Frecce Tricolori |
| Románia              | MiG–21 LanceR |
| Spanyolország        | Eurofighter Typhoon, C–295                                                                                          |
| Svédország           | JAS 39 Gripen |
| Szerbia              | G–2A Galeb (Aeroclub Galeb), G–4 Super Galeb, J–20 Kraguj, J–22 Orao, Flying Stars (Galeb)                          |
| Szlovákia            | Mi–17 |
| Szlovénia            | PC–9, Bell–412 |
| Törökország          | NF–5A Freedom Fighter (Turkish Stars műrepülő kötelék), F–16C/D Fighting Falcon                                     |
| Egyesült Államok     | C–17 Globemaster III, A–10 Thunderbolt II                                                                           |
| Red Bull             | Bell AH–1 Cobra, DC–6, EC135, F4U Corsair, T–28 Trojan, Zlin–50 (The Flying Bulls műrepülő kötelék), Besenyei Péter |
| Magyarország (polg.) | Veres Zoltán / Extra 300, Li–2, Po–2, An–2, Gazella                                                                 |

## 2010

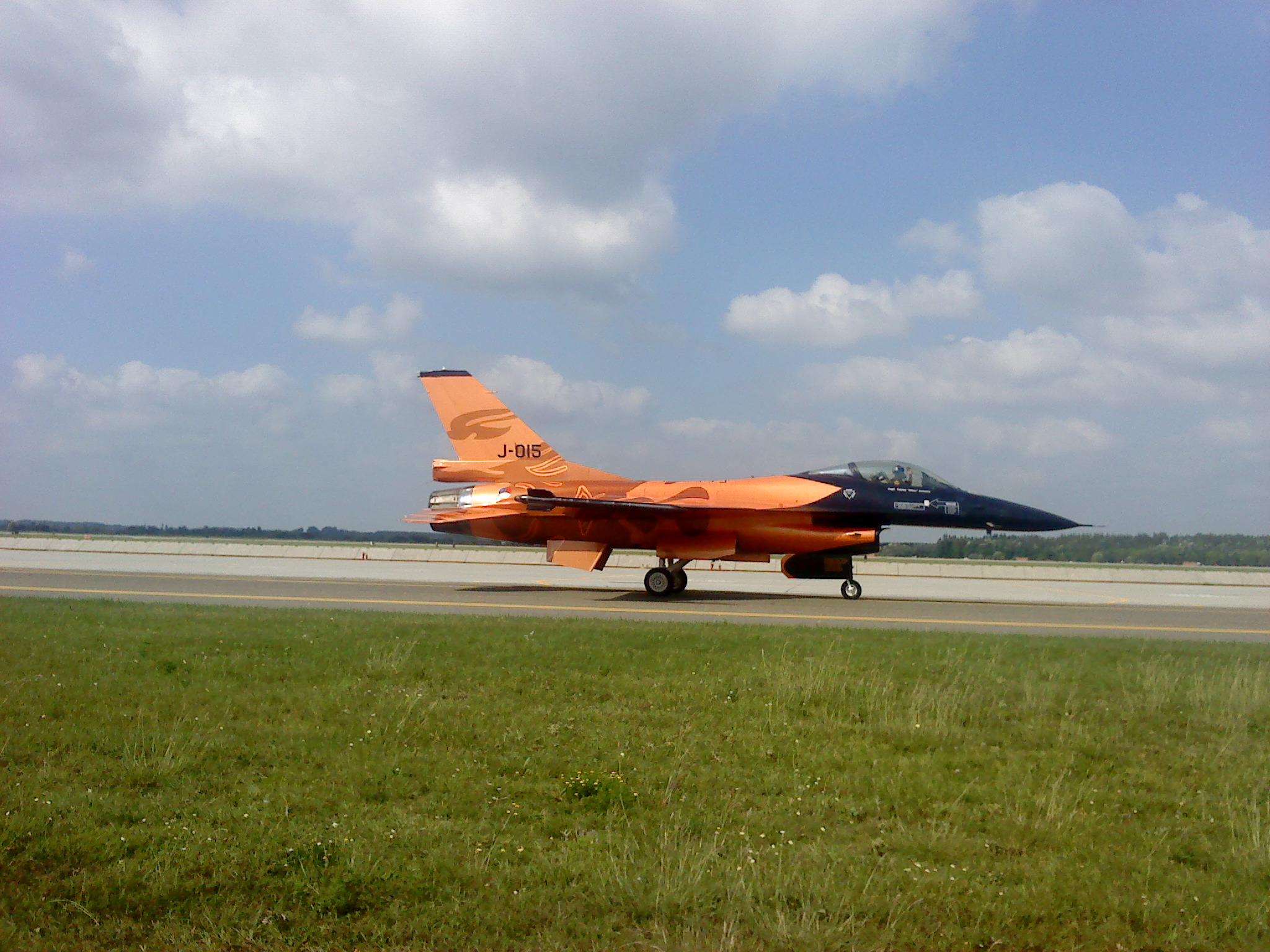
Holland F-16 vadászgép gurul a közönség előtt, a bemutatója után

2010-ben augusztus 7–8. között rendezték meg a kecskeméti repülőnapot. Ez volt az utolsó alkalom hogy a magyar közönség előtt nyilvánosan mutatkozott magyar színekben a MiG-29-es típus, a leszerelése előtt. A gép szimulált légiharcot mutatott be az új magyar felségjelzésű JAS 39 Gripen gépek ellen. A típust véglegesen 2010. december 7-én vonták ki a hadrendből.
A résztvevők listája
| Ország                                 | Típus |
| -------------------------------------- | --- |
| Osztrák Légierő                        | Pilatus PC–7, Eurofighter Typhoon |
| Belga Légierő                          | F–16AM (dinamikus), AgustaWestland AW109 (dinamikus), C-130 (statikus) |
| Bolgár Légierő                         | Pilatus PC–9M |
| Cseh Légierő                           | L-159 B ALCA, L-159 A ALCA, Mi-24V Hind (Mi-35), Mi-171, JAS 39 Gripen, L-29 Delfin, Bücker Bü 131 "Jungmann", M-1C Sokol, Morava, Cessna 337                                     |
| Francia Légierő                        | Breitling Jet Team kötelék, Rafale |
| Holland Királyi Légierő                | F-16MLU Fighting Falcon (Demo Team + Statikus) |
| Horvát Légierő                         | Wings Of Storm kötelék, PC-9M (dinamikus), Mi-171 |
| Izraeli Légierő                        | F-16I Sufa, C-130 |
| Lengyel Légierő                        | Team Iskry: Red & White Iskras PZL TS-11 |
| Luxemburgi Légierő                     | E-3 Sentry AWACS (dinamikus) |
| Német Légierő                          | BO-105, Tornado, Eurocopter EC135 T2, Eurofighter Typhoon (statikus), Panavia Tornado IDS                                                                                         |
| Olasz Légierő                          | Frecce Tricolori (kötelék), C-27J Spartan, AMX |
| Román Légierő                          | MiG-21 (dinamikus) |
| Svájci Légierő                         | Patrouille Suisse(6x F-5E Tiger II), F/A-18 Hornet |
| Spanyol Légierő                        | F/A-18M Hornet (dinamikus), Mirage F1 (dinamikus), CASA C-295 |
| Szerb Légierő                          | G4 Super Galeb, Galeb G-2A |
| Szlovák Légierő                        | MiG-29AS Fulcrum (dinamikus), Mi-17 Hip |
| Szlovén Légierő                        | Pilatus PC–9, Bell-412 |
| Svéd Királyi Légierő                   | JAS 39 Gripen |
| Török Légierő                          | Török Csillagok - Turkish Stars (kötelék), C-130 Hercules |
| Az Amerikai Egyesült Államok Légiereje | F-15E Strike Eagle, C-130J Super Hercules |
| Ukrán Légierő                          | Szu-27 Flanker, An-26 |
| Magyar Légierő                         | JAS-39C/D Gripen, MiG-29B/UB Fulcrum, Mi-24 "Hind", Mi-17"Hip", An-26"Curl", Jak–52, C-17                                                                                         |
| Red Bull                               | Alpha Jet |
| Aeroclub Galeb                         | Soko Galeb G2, Soko Kraguj J20, Utva-66 V53 |
| Magyar polgári repülés                 | MD-500 (Police), Po-2, Li-2, Mi-2, An-2, Alouette 2, Nádas Tamás (Extra 300LP), Vári Gyula (Jak-52), Veres Zoltán, Tóth "Pamacs" Ferenc (Apollo JetStar), Hajdú Trió (Apollo Fox) |

## 2013
2013-ban augusztus 3–4-én rendezik meg a nemzetközi repülőnapot Kecskeméten.
A résztvevők listája:
| Ország                   | Típus |
| ------------------------ | --- |
| Osztrák Légierő          | Saab 105 (dinamikus, statikus), PC–7 (statikus) |
| Belga Légierő            | F–16 (dinamikus), A-109 (dinamikus), C–130 (statikus) |
| Bolgár Légierő           | Szu–25 (statikus), C–27 Spartan (statikus) |
| Cseh Légierő             | L–159 ALCA (dinamikus, statikus), JAS 39 Gripen (dinamikus, statikus), Mi–35 (dinamikus), CASA C–295 (statikus)                                                                                          |
| Holland Királyi Légierő  | F–16 (dinamikus) |
| Horvát Légierő           | Krila Oluje kötelék (6×PC–9) |
| Lengyel Légierő          | Szu–22 (dinamikus, statikus), CASA C–295 (statikus) |
| Luxemburgi Légierő       | E–3 Sentry (statikus) |
| Német Légierő            | Sea King, (statikus), Do 228 (statikus) |
| Olasz Légierő            | Frecce Tricolori kötelék (10MB–339), C–27 Spartan (dinamikus), HH–139 (statikus) |
| Román Légierő            | MiG–21L (dinamikus), IAR–330 Puma (statikus), C–27 Spartan (statikus) |
| Spanyol Légierő          | Patrulla Águila kötelék (7×CASA C–101) CASA C–295 (statikus) |
| Szerb Légierő            | An–26 (statikus) |
| Szlovák Légierő          | L–39 Albatros (statikus), Mi–17 (statikus) |
| Szlovén Légierő          | PC–9 (dinamikus, statikus), Bell–412 (statikus) |
| Török Légierő            | Turkish Stars kötelék (6 db F–5) |
| Ukrán Légierő            | Szu–27UB (statikus), An–26 (statikus) |
| Orosz Légierő            | Russzkije Vityazi kötelék (4 db Szu–27P, 2 db Szu–27UB), Il–76 (statikus) |
| Brit Királyi Légierő     | Panavia Tornado (statikus), BAE Hawk (statikus) |
| Magyar Légierő           | Jas-39 Gripen (dinamikus, statikus), An–26 (dinamikus, statikus), C–17 (dinamikus) |
| külföldi polgári repülés | G–2 Galeb, J–20 Kraguj, MiG–15, Baltic Bees kötelék (6 db L–39 Albatros), An–2 (Az összes dinamikus.) |
| Magyar Rendőrség         | MD–500 |
| OMSZ                     | Eurocopter EC135 |
| Magyar polgári repülés   | Po–2, Li–2, Mi–2, An–2, L–29 Delfín, Bücker, Bell 407, R–18 Kánya, Apollo Fox, Corvus, Cirrus, Zlín Z–43, Nádas Tamás (Edge 540), Vári Gyula (Jak–52), Besenyei Péter (Corvus Racer), Veres Zoltán (MSX) |

## 2021
2021. augusztus 28-29-én rendezték meg a Nemzetközi Repülőnap és Haditechnikai Bemutatót Kecskeméten.
A résztvevők listája:
| Légierő / csapat             | Típus                        | Dinamikus / statikus |
| ---------------------------- | ---------------------------- | -------------------- |
| Magyar Légierő               | JAS39C EBS-HU Gripen         | D/S                  |
|                              | JAS39D EBS-HU Gripen         | D/S                  |
|                              | Airbus A319                  | D/S                  |
|                              | Dassault Falcon 7X           | D/S                  |
|                              | Airbus H145M                 | D/S                  |
|                              | Mil Mi-17 Hip                | D/S                  |
|                              | Mil Mi-24 Hind               | D/S                  |
|                              | Zlín Z–242L                  | D/S                  |
|                              | Zlín Z–143LSi                | D/S                  |
|                              | Eurocopter AS 350B           | D/S                  |
| Embraer                      | Embraer KC-390 Millennium    | D                    |
|                              | Embraer EMB 314 Super Tucano | S                    |
| Wings of Storm (Krila Oluje) | Pilatus PC-9M (x4)           | D                    |
| Cseh Légierő                 | Jas-39C Gripen               | D                    |
|                              | Aero L-159A Alca (x2)        | D                    |
|                              | Mil Mi-24V Hind              | D                    |
|                              | Mil Mi-171                   | D                    |
|                              | PZL W-3 Sokół                | D                    |
|                              | CASA C-295                   | S                    |
|                              | Aero L-39NG                  | D                    |
| Olasz Légierő                | F-2000A Typhoon              | D                    |
|                              | Leonardo T-346A              | D                    |
|                              | Alenia C-27J Spartan         | D                    |
|                              | AMX                          | S                    |
|                              | Panavia Tornado IDS          | S                    |
| Heavy Airlift Wing (HAW)     | Boeing C-17A Globemaster III | D                    |
| Team Orlik                   | PZL-130 Orlik (x5)           | D                    |
| Lengyel Légierő              | CASA C-295                   | S                    |
| Román Légierő                | MiG21 LanceR                 | D                    |
|                              | Alenia C-27J Spartan         | S                    |
|                              | IAR-330 Puma                 | S                    |
| Angol Királyi Légierő (RAF)  | Typhoon FGR4                 | D/S                  |
| Royal Saudi Hawks            | BAE Hawk Mk.65 (x7)          | D                    |
| Szaúdi Királyi Légierő       | C-130H Hercules              | SP (támogató gép)    |
| Szerb Légierő                | Utva Lasta 95V-54            | S                    |
| Szlovén Légierő              | Pilatus PC-9M Hudournik      | D/S                  |
| Svéd Királyi Légierő         | Saab 35 Draken               | D                    |
|                              | Saab 37 Viggen               | D                    |
| Turkish Stars                | NF-5A/B Freedom Fighter (x6) | D                    |
| Amerikai Légierő             | C-130H Hercules              | S                    |
|                              | Boeing KC-135 Stratotanker   | S                    |
| Besenyei Péter               | Corvus Racer 540             | D                    |
| Imreh Lajos - HeliForce      | Mil Mi-2                     | D                    |
| Magnus Aircraft Zrt.         | Magnus Fusion Premium        | D                    |
| Goldtimer Alapítvány         | Liszunov Li-2                | D                    |
| Komo Sky Team                | Aero L-29 Delfin             | D                    |

## Külső hivatkozások
- A 2013-as Nemzetközi Repülőnap és Haditechnikai Bemutató hivatalos honlapja
- A Kecskeméti Nemzetközi Repülőnap hivatalos honlapja
- Kárpáti Endre: Fulcrum és Falcon - első alkalommal együtt – wings.hu
- Hungary Air Display Kecskemét August 6-7, 2005 – targeta.co.uk (angolul)
- XI. Kecskeméti Repülőnap és Haditechnikai Bemutató – beszámoló a 2010-es rendezvényről - Bera Bálint, HTKA Lapcsoport